# Aamby Valley City
Aamby Valley City es una ciudad creada por el Sáhara India Pariwar en el distrito de Pune en el estado indio de Maharashtra. Está a aproximadamente 23 km de Lonavala, 87 km de la ciudad de Pune y a 120 km de Mumbai. La ciudad está conectada por carretera desde Lonavala. También está conectada por aire desde Mumbai y está equipado con su propia pista de aterrizaje. La ciudad consta de 4300 ha de terreno.
En Aamby Valley se encuentra el lago más grande en longitud del distrito. Esta ciudad fue diseñada y planeada por Gruen -Bobby Mukherji & Associates en el año 2003.

## Patrocinio
En 2014, Aamby Valley firmó un acuerdo de patrocinio por 4 años y 14 millones de dólares con el equipo nacional de críquet de Bangladesh.Sin citar ningún motivo, el Bangladesh Cricket Board rescindió el contrato 15 meses antes de lo previsto.